# Championnats du monde par équipes de patinage artistique 2015
Navigation
Mondiaux par équipes 2013 Mondiaux par équipes 2017
Les quatrièmes championnats du monde par équipes de patinage artistique ont lieu du 16 au 19 avril 2015 au gymnase olympique de Yoyogi à Tokyo au Japon.
Les six pays ayant eu les meilleurs résultats au cours de la saison 2014/2015 sont qualifiés pour ces championnats: le Canada, la Chine, les États-Unis, la France, le Japon et la Russie. Chaque pays choisit deux patineurs individuels, deux patineuses individuelles, un couple artistique et un couple de danse sur glace.

## Palmarès final
Pour la première fois, les points de cette compétition comptabilisent le classement des programmes courts et le classement des programmes libres.
| Rang | Médailles | Pays       | Points de l'équipe |
| ---- | --------- | ---------- | ------------------ |
| 1    | Or        | États-Unis | 110                |
| 2    | Argent    | Russie     | 109                |
| 3    | Bronze    | Japon      | 103                |
| 4    |           | Canada     | 82                 |
| 5    |           | Chine      | 77                 |
| 6    |           | France     | 59                 |

## Patineurs
| Pays       | Messieurs                     | Dames                                  | Couples                           | Danse sur glace                         |
| ---------- | ----------------------------- | -------------------------------------- | --------------------------------- | --------------------------------------- |
| Canada     | Nam Nguyen Jeremy Ten         | Alaine Chartrand Gabrielle Daleman     | Meagan Duhamel / Eric Radford     | Kaitlyn Weaver / Andrew Poje            |
| Chine      | Nan Song Han Yan              | Li Zijun Zhao Ziquan                   | Sui Wenjing / Han Cong            | Wang Shiyue / Liu Xinyu                 |
| États-Unis | Max Aaron Jason Brown         | Gracie Gold Ashley Wagner              | Alexa Scimeca / Chris Knierim     | Madison Chock / Evan Bates              |
| France     | Florent Amodio Romain Ponsart | Laurine Lecavelier Maé-Bérénice Meité  | Vanessa James / Morgan Ciprès     | Gabriella Papadakis / Guillaume Cizeron |
| Japon      | Yuzuru Hanyu Takahito Mura    | Satoko Miyahara Kanako Murakami        | Ami Koga / Francis Boudreau-Audet | Cathy Reed / Chris Reed                 |
| Russie     | Maksim Kovtun Sergey Voronov  | Elena Radionova Elizaveta Tuktamysheva | Yuko Kavaguti / Alexandre Smirnov | Elena Ilinykh / Ruslan Zhiganshin       |

## Résultats par épreuves

### Compétition Messieurs
| Rang | Nom            | Pays       | Points | Programme court | Programme court | Points pour l'équipe | Programme libre | Programme libre | Points pour l'équipe |
| ---- | -------------- | ---------- | ------ | --------------- | --------------- | -------------------- | --------------- | --------------- | -------------------- |
| 1    | Yuzuru Hanyu   | Japon      | 288.58 | 1               | 96.27           | 12                   | 1               | 192.31          | 12                   |
| 2    | Jason Brown    | États-Unis | 263.17 | 3               | 86.48           | 10                   | 2               | 176.69          | 11                   |
| 3    | Yan Han        | Chine      | 250.27 | 2               | 87.13           | 11                   | 4               | 163.14          | 9                    |
| 4    | Takahito Mura  | Japon      | 247.44 | 4               | 82.04           | 9                    | 3               | 165.40          | 10                   |
| 5    | Sergey Voronov | Russie     | 241.01 | 5               | 79.09           | 8                    | 5               | 161.92          | 8                    |
| 6    | Nam Nguyen     | Canada     | 236.05 | 6               | 77.42           | 7                    | 7               | 158.63          | 6                    |
| 7    | Maksim Kovtun  | Russie     | 233.74 | 8               | 74.83           | 5                    | 6               | 158.91          | 7                    |
| 8    | Max Aaron      | États-Unis | 227.51 | 7               | 76.08           | 6                    | 8               | 151.43          | 5                    |
| 9    | Jeremy Ten     | Canada     | 194.78 | 10              | 67.45           | 3                    | 9               | 127.33          | 4                    |
| 10   | Florent Amodio | France     | 194.54 | 9               | 73.80           | 4                    | 11              | 120.74          | 2                    |
| 11   | Song Nan       | Chine      | 187.42 | 12              | 62.43           | 1                    | 10              | 124.99          | 3                    |
| 12   | Romain Ponsart | France     | 184.12 | 11              | 63.51           | 2                    | 12              | 120.61          | 1                    |

### Compétition Dames
| Rang | Nom                    | Pays       | Points | Programme court | Programme court | Points pour l'équipe | Programme libre | Programme libre | Points pour l'équipe |
| ---- | ---------------------- | ---------- | ------ | --------------- | --------------- | -------------------- | --------------- | --------------- | -------------------- |
| 1    | Elizaveta Tuktamysheva | Russie     | 205.14 | 2               | 70.93           | 11                   | 1               | 134.21          | 12                   |
| 2    | Elena Radionova        | Russie     | 198.50 | 3               | 68.77           | 10                   | 2               | 129.73          | 11                   |
| 3    | Gracie Gold            | États-Unis | 195.55 | 1               | 71.26           | 12                   | 5               | 124.29          | 8                    |
| 4    | Ashley Wagner          | États-Unis | 191.51 | 4               | 64.55           | 9                    | 4               | 126.96          | 9                    |
| 5    | Satoko Miyahara        | Japon      | 189.64 | 6               | 60.52           | 7                    | 3               | 129.12          | 10                   |
| 6    | Kanako Murakami        | Japon      | 175.71 | 5               | 62.39           | 8                    | 6               | 113.32          | 7                    |
| 7    | Li Zijun               | Chine      | 162.50 | 7               | 58.83           | 6                    | 7               | 103.67          | 6                    |
| 8    | Gabrielle Daleman      | Canada     | 156.46 | 8               | 57.59           | 5                    | 8               | 98.87           | 5                    |
| 9    | Laurine Lecavelier     | France     | 148.27 | 10              | 52.84           | 3                    | 9               | 95.43           | 4                    |
| 10   | Maé-Bérénice Méité     | France     | 142.83 | 11              | 52.06           | 2                    | 10              | 90.77           | 3                    |
| 11   | Alaine Chartrand       | Canada     | 136.54 | 9               | 54.64           | 4                    | 11              | 81.90           | 2                    |
| 12   | Zhao Ziquan            | Chine      | 120.89 | 12              | 44.92           | 1                    | 12              | 75.97           | 1                    |

### Compétition des Couples
| Rang | Nom                               | Pays       | Points | Programme court | Programme court | Points pour l'équipe | Programme libre | Programme libre | Points pour l'équipe |
| ---- | --------------------------------- | ---------- | ------ | --------------- | --------------- | -------------------- | --------------- | --------------- | -------------------- |
| 1    | Sui Wenjing / Han Cong            | Chine      | 210.93 | 1               | 71.20           | 12                   | 2               | 139.73          | 11                   |
| 2    | Meagan Duhamel / Eric Radford     | Canada     | 209.38 | 2               | 68.68           | 11                   | 1               | 140.70          | 12                   |
| 3    | Yuko Kavaguti / Alexandre Smirnov | Russie     | 194.04 | 3               | 66.97           | 10                   | 4               | 127.07          | 9                    |
| 4    | Alexa Scimeca / Chris Knierim     | États-Unis | 192.09 | 4               | 64.22           | 9                    | 3               | 127.87          | 10                   |
| 5    | Vanessa James / Morgan Ciprès     | France     | 167.97 | 5               | 58.66           | 8                    | 5               | 109.31          | 8                    |
| 6    | Ami Koga / Francis Boudreau-Audet | Japon      | 135.29 | 6               | 46.87           | 7                    | 6               | 88.42           | 7                    |

### Compétition de danse sur glace
| Rang | Nom                                     | Pays       | Points | Danse courte | Danse courte | Points pour l'équipe | Danse libre | Danse libre | Points pour l'équipe |
| ---- | --------------------------------------- | ---------- | ------ | ------------ | ------------ | -------------------- | ----------- | ----------- | -------------------- |
| 1    | Kaitlyn Weaver / Andrew Poje            | Canada     | 182.93 | 1            | 73.14        | 12                   | 2           | 109.79      | 11                   |
| 2    | Gabriella Papadakis / Guillaume Cizeron | France     | 181.92 | 3            | 70.86        | 10                   | 1           | 111.06      | 12                   |
| 3    | Madison Chock / Evan Bates              | États-Unis | 174.41 | 2            | 72.17        | 11                   | 3           | 102.24      | 10                   |
| 4    | Elena Ilinykh / Ruslan Zhiganshin       | Russie     | 158.09 | 4            | 63.09        | 9                    | 4           | 95.10       | 9                    |
| 5    | Wang Shiyue / Liu Xinyu                 | Chine      | 142.31 | 5            | 55.32        | 8                    | 5           | 86.99       | 8                    |
| 6    | Cathy Reed / Chris Reed                 | Japon      | 123.23 | 6            | 49.99        | 7                    | 6           | 73.24       | 7                    |